# Chacerot

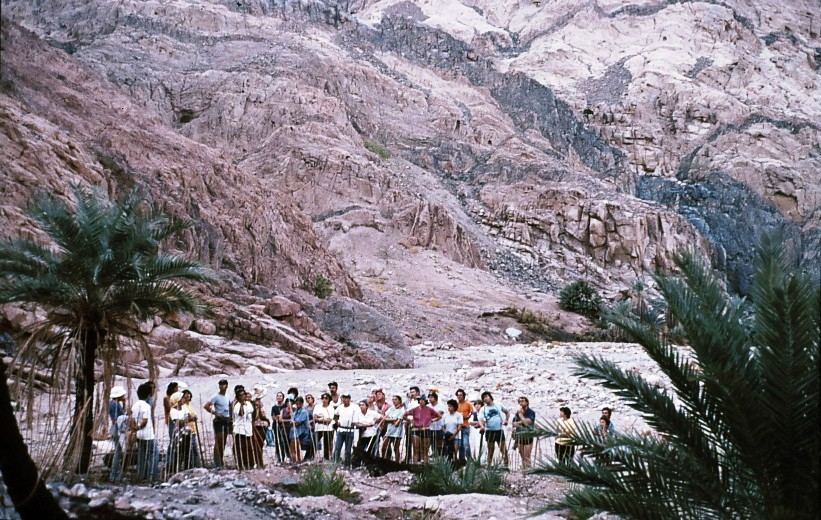
Chacerot

Chacerot (hebrejsky: חֲצֵרוֹת) je jedním z míst, kde se Izraelci zastavili během exodu (4 Moj. 11:35; 12:16; 33:17, 18; 5 Moj. 1:1). Údajně se nacházel v místě Ain Hudra.